# ولدریف
ولدریف (به لاتین: Velddrif) یک شهرک در آفریقای جنوبی است که در Bergrivier Local Municipality واقع شده‌است.